# 瓦尔斯特罗纳
瓦尔斯特罗纳（義大利語：Valstrona），是意大利韦尔巴诺-库西亚-奥索拉省的一个市镇。总面积48平方公里，人口1,257人，人口密度26.2人/平方公里（2009年）。ISTAT代码为103069。